# Gedenkteken voormalig Nederlands-Israëlisch jongensweeshuis
Het Gedenkteken voormalig Nederlands-Israëlisch jongensweeshuis is een kunstwerk in Amsterdam-Centrum. Het weeshuis stond bekend als Joods Jongenshuis. Dat deed tot 1977 dienst, al had het in de laatste jaren diverse andere bestemmingen zoals een sociale werkplaats. Het ging tegen de vlakte om de bouw van de Stopera mogelijk te maken. Het kunstwerk geeft een deel van de rooilijnen weer van het weeshuis. 
Het werk is ontworpen door Otto Treumann die een tekst van Cor Jongens zette op granieten klinkers. De tekst luidt: 
'DEZE WOORDEN OMLIJNEN DE PLAATS WAAR HET IN 1738 ELDERS IN AMSTERDAM OPGERICHTE JOODS JONGENSWEESHUIS MEGADLE JETHOMIEM SEDERT 1865 ZIJN ZEGENRIJK WERK DEED, TOTDAT IN MAART 1943 DE DUITSE BEZETTER HET HUIS BINNENDRONG EN DE JONGENS WEGVOERDE. DRIE VERZORGERS BLEVEN VRIJWILLIG BIJ DE BIJNA HONDERD KINDEREN OP WEG NAAR HET VERNIETIGINGSKAMP SOBIBOR. NIEMAND KEERDE WEER. HUN NAGEDACHTENIS ZIJ TOT ZEGEN.'
Op 7 december 1989 werd het monument onthuld door burgemeester Ed van Thijn. Het gedenkteken kwam er op initiatief van oud-leerlingen. Het monument ligt bij de buitenkant van het muziektheatergedeelte.

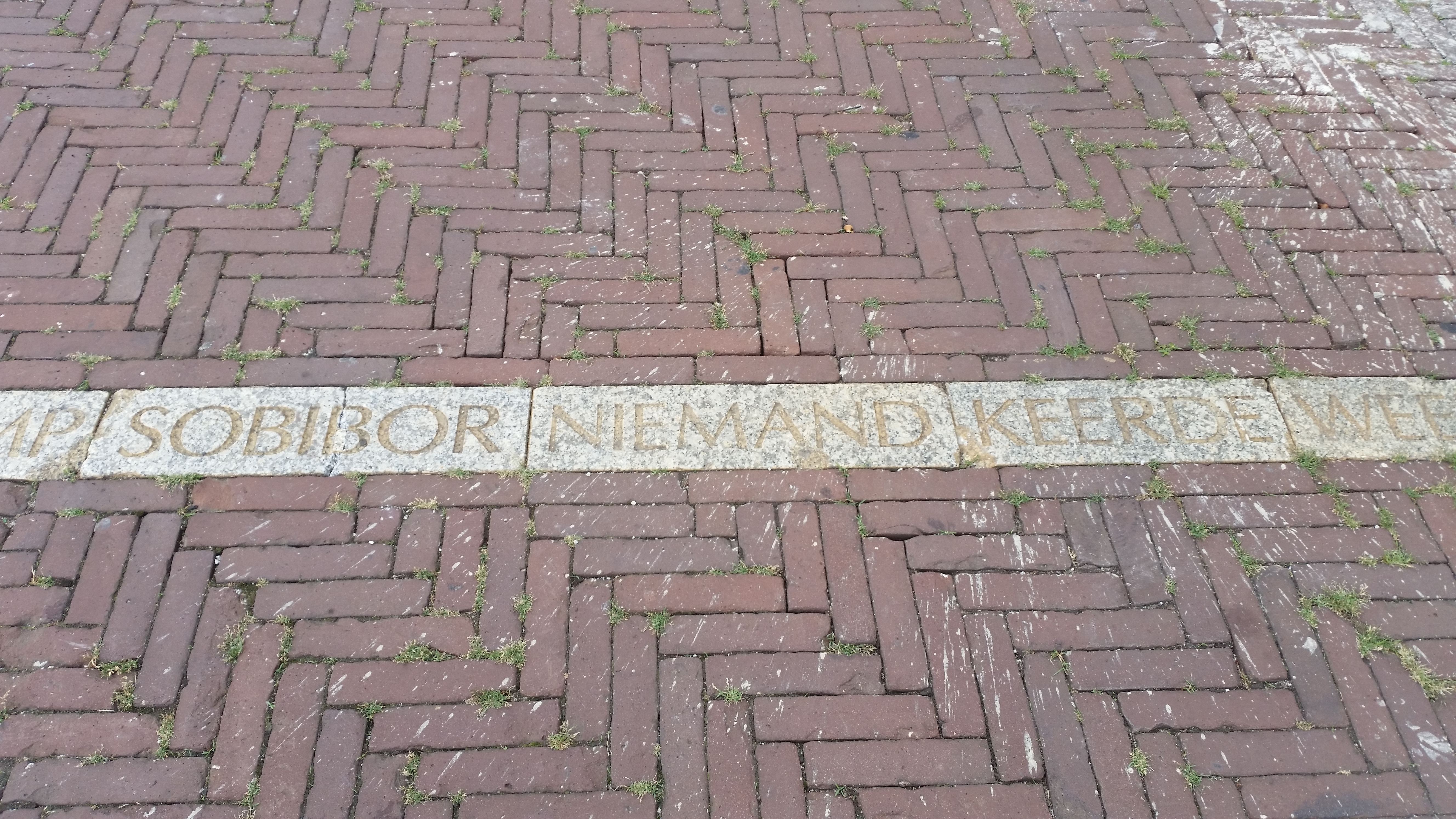
Sobibor-gedeelte (augustus 2018)